# Мельник Сергій Олександрович (прикордонник)
Сергі́й Олекса́ндрович Ме́льник (народився 20 березня 1984, Ємільчине) — підполковник Державної прикордонної служби України, начальник Львівського прикордонного загону.

## Біографія
Сергій Мельник вступив на військову службу у 2001 році. У різні роки служив у Державній прикордонній службі України заступником начальника застави, начальником відділу прикордонного загону, офіцером штабу прикордонного загону, заступником начальника штабу та заступником начальника загону.
У 2014 році у званні майора в складі Луцького прикордоного закону брав участь у бойових діях війни на сході України, був начальником оперативно-бойової прикордонної застави.
У 2015 році (вже в званні підполковника) тимчасово виконував обов'язки начальника Мукачівського прикордонного загону.
У травні 2016 призначений начальником Львівського прикордонного загону.

## Нагороди
26 липня 2014 року — за особисту мужність і героїзм, виявлені у захисті державного суверенітету та територіальної цілісності України, вірність військовій присязі під час російсько-української війни, відзначений — нагороджений орденом «За мужність» III ступеня.